# Archikatedra św. Gertrudy w Utrechcie
Katedra św. Gertrudy w Utrechcie – kościół katedralny w Utrechcie
Kościół św. Gertrudy w Utrechcie jest główną świątynią archidiecezji utrechckiej Kościoła Starokatolickiego w Holandii i katedrą starokatolickich arcybiskupów Utrechtu.
Świątynia jest symbolem światowego starokatolicyzmu. Przy katedrze ma swoją siedzibę starokatolicka parafia św. Gertrudy.

## Historia
Katedra św. Gertrudy w Utrechcie powstała na początku XX wieku według projektu E.G. Wentincka. Zastąpiła pochodzący 1634 r. schuilkerk św. Gertrudy, który był główną świątynią starokatolicką Utrechtu w latach 1723–1914.
Styl architektoniczny archikatedry starokatolickiej w Utrechcie, nawiązuje do sąsiadującego z nią niegdyś kościoła Najświętszej Maryi Panny. Jest to dwuwieżowa bazylika neoromańska.
13 maja 1985 r. w katedrze odbyło się ekumeniczne spotkanie papieża Jana Pawła II i arcybiskupa Jana Antoniusa Glazemakera.